# 派恩克里克 (明尼蘇達州羅索縣)
派恩克里克（英語：Pinecreek）是位於美國明尼蘇達州羅索縣迪特爾鎮區的一個非建制地區。

## 歷史
派恩克里克的郵局於1896年成立，其後於1975年停運。

## 地理
派恩克里克所處的海拔為高於海平面320米（即1050英呎），而該地所採用的時區為UTC-6，即北美中部時區（CST）。同時該地設有夏令時間，為UTC-6調快一小時，即UTC-5（CDT）。